# Paesaggio urbano - Urban Design
Paesaggio urbano - Urban Design è una rivista bimestrale di architettura e urbanistica fondata nel 1989 ed edita dal Gruppo Maggioli. La rivista ha un approccio multidisciplinare che abbraccia tutti gli argomenti relativi al fenomeno urbano, occupandosi di sociologia, morfologia urbana, economia, architettura e trend culturali locali e internazionali.
Uno dei focus specifici della rivista è la trasformazione del paesaggio urbano e l'analisi dei fattori che influenzano l'architettura contemporanea.
Dal 2010 la rivista si è internazionalizzata con l'offerta di contenuti anche in inglese. Nel 2011 è stato operato un restyling. Dal 2017 la rivista è disponibile solo nella sua versione digitale, scaricabile gratuitamente dal sito architetti.com.
In ogni uscita, Paesaggio Urbano presenta un dossier monografico dedicato ad argomenti specifici, quali il colore, il restauro, la sostenibilità, ed altri temi rilevanti per la scena urbana.

## Organizzazione

### Responsabili
- Direttore Responsabile: Amalia Maggioli
- Direttore: Marcello Balzani
- Vicedirettore: Nicola Marzot

### Comitato scientifico
- Paolo Baldeschi (Facoltà di Architettura di Firenze)
- Lorenzo Berna (Facoltà di Ingegneria di Perugia)
- Marco Bini (Facoltà di Architettura di Firenze)
- Ricky Burdett (London School of Economics)
- Giovanni Carbonara (Facoltà di Architettura Valle Giulia di Roma)
- Manuel Gausa (Facoltà di Architettura di Genova)
- Pierluigi Giordani (Facoltà di Ingegneria di Padova)
- Giuseppe Guerrera (Facoltà di Architettura di Palermo)
- Thomas Herzog (Technische Universität München)
- Winy Maas (Technische Universiteit Delft)
- Francesco Moschini (Politecnico di Bari)
- Attilio Petruccioli (Politecnico di Bari)
- Franco Purini (Facoltà di Architettura Valle Giulia di Roma)
- Carlo Quintelli (Facoltà di Architettura di Parma)
- Alfred Rütten  (Friedrich Alexander Universität Erlangen-Nürnberg)
- Livio Sacchi (Facoltà di Architettura di Chieti-Pescara)
- Pino Scaglione (Facoltà di Ingegneria di Trento)
- Giuseppe Strappa (Facoltà di Architettura Valle Giulia di Roma)
- Kimmo Suomi (University of Jyväskylä)
- Francesco Taormina (Facoltà di Ingegneria Tor Vergata di Roma)

## Sito internet e canale Vimeo
Dal 2012 la rivista ha creato un proprio sito web con l'obiettivo di costituire un archivio delle pubblicazioni in costante aggiornamento. Per l'annata 2010 sono disponibili esclusivamente le copertine e gli indici dei contenuti. Per le annate 2011 e 2012 sono disponibili anche gli abstract in inglese dei principali contributi. Dal 2012 Paesaggio Urbano ha creato un canale tematico sulla piattaforma Vimeo con approfondimenti e contenuti complementari agli articoli pubblicati sulla rivista.
Dal 2017 la rivista è disponibile solo nella sua versione digitale, scaricabile gratuitamente dal sito architetti.com.

## Citazioni della rivista
- PIETROMARIA DAVOLI , Intonaci. Requisiti-Criteri progettuali-Esecuzione-Prestazioni, Hoepli, 1996, su books.google.it.
- MICHELE EMMER, MIRELLA MANARESI, Mathematics, Art, Technology and Cinema, Springler, 2003, su books.google.it.
- OLIVIA MURATORE, Il Colore dell'architettura storica. Un tema di restauro, Alinea, 2010, su books.google.it.
- ROTA GIAN LUIGI, GIUSEPPE RUSCONI, Edilizia Urbanistica Governo del Territorio, UTET, 2006, su books.google.it.